# Sam Groth
Samuel „Sam“ Groth (* 19. Oktober 1987 in Narrandera, New South Wales) ist ein ehemaliger australischer Tennisspieler. Er hält mit 263 km/h den Rekord für den härtesten Aufschlag im Tennis.

## Karriere
2005 erreichte Groth an der Seite des Briten Andrew Kennaugh das Junioren-Doppelfinale von Wimbledon. Seit seiner ersten Profisaison 2006 ist er hauptsächlich auf der ATP Challenger Tour unterwegs. Im Einzel gewann er seinen ersten Titel erst 2014 in Rimouski, während er im Doppel bereits 15 Titel gewann. Sein Grand-Slam-Debüt gab er 2009 dank einer Wildcard bei den Australian Open. Dort schied er jedoch trotz 1:0-Satzführung am Ende mit 1:3 Sätzen in der Auftaktrunde gegen Mardy Fish aus. Mit Chris Guccione gewann er mit dem Sieg in der Doppelkonkurrenz in Bogotá im Juli 2014 seinen ersten Titel auf der ATP World Tour. In den folgenden Monaten erreichte er mit Leander Paes das Finale in Washington und mit Guccione die Finals von Shenzhen und Moskau. Seine höchste Einzelplatzierung in der Weltrangliste erreichte er im Oktober 2014 mit Platz 87 im Einzel und Rang 31 im Doppel.
Im Mai 2012 schlug er beim Challenger-Turnier im südkoreanischen Busan in der Partie gegen den Belarussen Uladsimir Ihnazik den schnellsten jemals gemessenen Aufschlag mit 263 km/h. Er übertraf damit den im März 2011 aufgestellten Weltrekord von Ivo Karlović um 12 km/h.
Nach den Australian Open 2018 beendete er seine Karriere und gab bekannt fortan Australian Football zu spielen.
Im September 2014 debütierte er für die australische Davis-Cup-Mannschaft.
Von 2009 bis 2011 war er mit der Tennisspielerin Jarmila Gajdošová verheiratet.

## Erfolge
| Legende (Anzahl der Siege)  |
| Grand Slam                  |
| ATP World Tour Finals       |
| ATP World Tour Masters 1000 |
| ATP World Tour 500          |
| ATP World Tour 250 (2)      |
| ATP Challenger Tour (23)    |

| Titel nach Belag |
| Hartplatz (1)    |
| Sand (0)         |
| Rasen (1)        |

### Einzel

#### Turniersiege
| Nr. | Datum            | Turnier    | Belag         | Finalgegner           | Ergebnis        |
| --- | ---------------- | ---------- | ------------- | --------------------- | --------------- |
| 1.  | 23. März 2014    | Rimouski   | Hartplatz (i) | Ante Pavić            | 7:63, 6:2       |
| 2.  | 3. Mai 2015      | Taipeh     | Teppich (i)   | Konstantin Krawtschuk | 6:75, 6:4, 7:63 |
| 3.  | 7. Juni 2015     | Manchester | Rasen         | Luke Saville          | 7:5, 6:1        |
| 4.  | 23. Oktober 2016 | Las Vegas  | Hartplatz     | Santiago Giraldo      | 6:74, 6:4, 7:5  |

### Doppel

#### Turniersiege

##### ATP World Tour
| Nr. | Datum         | Turnier | Belag     | Partner        | Finalgegner                             | Ergebnis           |
| --- | ------------- | ------- | --------- | -------------- | --------------------------------------- | ------------------ |
| 1.  | 20. Juli 2014 | Bogotá  | Hartplatz | Chris Guccione | Nicolás Barrientos Juan Sebastián Cabal | 7:65, 6:73, [11:9] |
| 2.  | 16. Juli 2016 | Newport | Rasen     | Chris Guccione | Jonathan Marray Adil Shamasdin          | 6:4, 6:3           |

##### ATP Challenger Tour
| Nr. | Datum             | Turnier          | Belag         | Partner            | Finalgegner                           | Ergebnis           |
| --- | ----------------- | ---------------- | ------------- | ------------------ | ------------------------------------- | ------------------ |
| 1.  | 9. Dezember 2007  | Burnie (1)       | Hartplatz     | Joseph Sirianni    | Nima Roshan Jose Statham              | 6:3, 1:6, [10:4]   |
| 2.  | 16. Mai 2008      | Neu-Delhi        | Hartplatz     | Colin Ebelthite    | Mohammad Ghareeb Illja Martschenko    | 2:6, 7:65, [10:8]  |
| 3.  | 8. August 2009    | Campos do Jordão | Hartplatz     | Joshua Goodall     | Rogério Dutra da Silva Júlio Silva    | 7:64, 6:3          |
| 4.  | 7. Februar 2010   | Burnie (2)       | Hartplatz     | Matthew Ebden      | James Lemke Dane Propoggia            | 6:78, 7:64, [10:8] |
| 5.  | 13. Februar 2011  | Caloundra        | Hartplatz     | Matthew Ebden      | Pavol Červenák Ivo Klec               | 6:3, 3:6, [10:1]   |
| 6.  | 5. Januar 2013    | Nouméa           | Hartplatz     | Toshihide Matsui   | Jose Statham Artem Sitak              | 7:66, 1:6, [10:4]  |
| 7.  | 10. Februar 2013  | Adelaide         | Hartplatz     | Matt Reid          | Greg Jones James Duckworth            | 6:2, 6:4           |
| 8.  | 24. März 2013     | Rimouski         | Hartplatz (i) | John-Patrick Smith | Philipp Marx Florin Mergea            | 7:65, 7:67         |
| 9.  | 11. Mai 2013      | Kunming          | Hartplatz     | John-Patrick Smith | Gō Soeda Yasutaka Uchiyama            | 6:4, 6:1           |
| 10. | 10. November 2013 | Knoxville        | Hartplatz (i) | John-Patrick Smith | Carsten Ball Peter Polansky           | 6:76, 6:2, [10:7]  |
| 11. | 8. Februar 2014   | Dallas           | Hartplatz (i) | Chris Guccione     | Ryan Harrison Mark Knowles            | 6:4, 6:2           |
| 12. | 5. April 2014     | León             | Hartplatz     | Chris Guccione     | Marcus Daniell Artem Sitak            | 6:3, 6:4           |
| 13. | 26. April 2014    | Shenzhen         | Hartplatz     | Chris Guccione     | Dominik Meffert Tim Pütz              | 6:3, 7:65          |
| 14. | 4. Mai 2014       | Taipeh           | Teppich (i)   | Chris Guccione     | Austin Krajicek John-Patrick Smith    | 6:4, 5:7, [10:8]   |
| 15. | 11. Mai 2014      | Gimcheon         | Hartplatz     | Chris Guccione     | Austin Krajicek John-Patrick Smith    | 6:75, 7:5, [10:4]  |
| 16. | 7. Mai 2016       | Busan            | Hartplatz     | Leander Paes       | Sanchai Ratiwatana Sonchat Ratiwatana | 4:6, 6:1, [10:7]   |
| 17. | 9. Oktober 2016   | Stockton         | Hartplatz     | Brian Baker        | Matt Reid John-Patrick Smith          | 6:2, 4:6, [10:2]   |
| 18. | 6. November 2016  | Charlottesville  | Hartplatz (i) | Brian Baker        | Brydan Klein Ruan Roelofse            | 6:3, 6:3           |
| 19. | 18. März 2017     | Drummondville    | Hartplatz (i) | Adil Shamasdin     | Matt Reid John-Patrick Smith          | 6:3, 2:6, [10:8]   |

#### Finalteilnahmen
| Nr. | Datum              | Turnier    | Belag         | Partner        | Finalgegner                   | Ergebnis  |
| --- | ------------------ | ---------- | ------------- | -------------- | ----------------------------- | --------- |
| 1.  | 3. August 2014     | Washington | Hartplatz     | Leander Paes   | Jean-Julien Rojer Horia Tecău | 5:7, 4:6  |
| 2.  | 28. September 2014 | Shenzhen   | Hartplatz     | Chris Guccione | Jean-Julien Rojer Horia Tecău | 4:6, 6:74 |
| 3.  | 19. Oktober 2014   | Moskau     | Hartplatz (i) | Chris Guccione | František Čermák Jiří Veselý  | 6:72, 5:7 |